# Jewgeni Alexandrowitsch Fedossow

Jewgeni Alexandrowitsch Fedossow, 2004

Jewgeni Alexandrowitsch Fedossow (russisch Евгений Александрович Федосов; * 14. Mai 1929 in Moskau) ist ein sowjetisch-russischer Kybernetiker und Hochschullehrer.

## Leben
Fedossow studierte an der Moskauer Technischen Bauman-Hochschule (MWTU) mit Abschluss 1952 und arbeitete dann dort als Laborant.
Ab 1954 arbeitete Fedossow als Ingenieur im 1946 gegründeten Forschungsinstitut NII-2 des Ministeriums für Luftfahrtindustrie, das das Staatliche Forschungsinstitut für Luftfahrtsysteme (GosIIAS) wurde. Er verteidigte 1956 erfolgreich seine Dissertation für die Promotion zum Kandidaten der technischen Wissenschaften. 1959 wurde er wissenschaftlicher Vizeleiter des Instituts. Er verteidigte 1967 erfolgreich seine Doktor-Dissertation für die Promotion zum Doktor der technischen Wissenschaften. 1969 folgte die Ernennung zum Professor. 1970 wurde er wissenschaftlicher Leiter des Instituts.
Unter Fedossows Leitung und mit seiner direkten Mitwirkung wurden die komplexen Steuerungssysteme für die sowjetischen Jagdflugzeuge und Bomber der verschiedenen Hersteller (MiG, Suchoi, Jakowlew), die Lenkwaffensysteme RS-25 Dal, 9K33 Osa, 2K11 Krug, 2K12 Kub, S-125 Newa, S-300, A-35-ABM, die Hubschrauber der Hersteller Mil und Kamow und verschiedene Luft-Luft- und Luft-Boden-Raketen entwickelt.
Neben der Forschungs- und Entwicklungsarbeit lehrte Fedossow am Moskauer Institut für Physik und Technologie und leitete einen Lehrstuhl. 1979 wurde er zum korrespondierenden Mitglied und 1984 zum Vollmitglied der Akademie der Wissenschaften der UdSSR (AN-SSSR, seit 1991 Russische Akademie der Wissenschaften (RAN)) gewählt. Ab 1988 leitete er einen Lehrstuhl am Moskauer Institut für Funktechnik, Elektrotechnik und Automatik (MIREA), das 1993 nach dem Zerfall der Sowjetunion die Russische Technologie-Universität wurde.
Nach der Umwandlung des GosNIIAS in das FGUP GosNIIAS war Fedossow 2001–2006 Generaldirektor des Unternehmens und darauf wissenschaftlicher Leiter und 1. Vizedirektor. Im April 2009 wurde er Sekretär und dann Mitglied des Aufsichtsrats des Verbands der Luftfahrt-Hersteller Russlands.

## Ehrungen, Preise
- Ehrenzeichen der Sowjetunion (1966)[4]
- Leninpreis im geschlossenen Teil der Verleihung (1976)[2][4]
- Leninorden (1977)[4]
- Held der sozialistischen Arbeit mit Leninorden und Goldener Sichel-und-Hammer-Medaille (1983)[3][4]
- Goldene Petrow-Medaille der AN-SSSR (1989)[1]
- Verdienter Wissenschaftler der Russischen Föderation (1996)[4]
- Preis der Regierung der Russischen Föderation im Bereich Wissenschaft und Technik (2001)[2][4]
- Verdienstorden für das Vaterland III. Klasse (2004)[2][4]